# Geniusz (człowiek wybitny)
Geniusz (łac. genius) – termin mogący oznaczać niezwykłe, niezrozumiałe dla innych i wydające się nadludzkimi zdolności oraz osobę takimi zdolnościami obdarzoną - ma się przy tym na myśli przede wszystkim osiągnięcia jednorazowe, przełomowe wynalazki i odkrycia, dzieła sztuki o największym znaczeniu; ducha danej epoki, człowieka, narodu (w tym sensie termin jest bliski heglowskiemu pojęciu zeitgeist); ponadprzeciętne zdolności w jakiejś dziedzinie - ma się wtedy na myśli wszelkie wybitne osiągnięcia w nauce i sztuce, niekoniecznie jednorazowe i przełomowe. W filozofii nauki i psychologii osoba posiadająca bardzo wysoki poziom ogólnych zdolności poznawczych, zdolna do tworzenia oryginalnych koncepcji naukowych, nowych form organizacji społecznej, nowych dzieł artystycznych, rewolucyjnych wynalazków technicznych itp.

## Geneza i rozwój pojęcia (od XVI do XVIII wieku)
Pojęcie geniuszu pochodzi z aparatu terminologicznego retoryki klasycznej, a jego współczesne znaczenie zaczęło kształtować się w wieku XVI, na gruncie humanizmu renesansowego. Początkowo bliskim odpowiednikiem "geniuszu" był retoryczny termin inventio, funkcjonujący szeroko aż do XVIII wieku. Słowo "geniusz" (łac. genius lub ingenium – przy czym termin ingenium przybierał odcień znaczeniowy "twórczej inteligencji", termin genius ma konotacje związane ze światem duchowym czy nawet okultystyczne) zaczęło zastępować inventio w renesansowych Włoszech, o czym świadczą włoskie odpowiedniki słów łacińskich (genio i ingegno). Początkowo, zgodnie ze znaczeniem inventio w retoryce, pod pojęciem geniuszu nie rozumiano niczego irracjonalnego i nadnaturalnego. Stopniowo jednak, pod (obecnym zwłaszcza w poetyce) wpływem Platońskiej koncepcji furor poeticus i rozwoju neoplatonizmu we włoskiej filozofii renesansowej, zaczęto postrzegać geniusza jako osobę dotkniętą "boskim szałem", której nadzwyczajne zdolności nie mają charakteru naturalnego, ale które mają charakter nadludzki i opierają się na niedyskursywnych formach poznania. Geniusz zaczął być rozumiany jako zespół zdolności raczej wrodzonych niż możliwych do osiągnięcia przez systematyczną pracę, co przetrwało w rozumieniu tego terminu do dziś - zdolności, które rozwija się świadomie i wkładając w ten rozwój znaczny wysiłek, określa się raczej jako "talent". Popularne w filozofii renesansowej stało się też zestawienie tworów ludzkich z tworami boskimi - artysta był rozumiany jako twórca na wzór Demiurga z Platońskiego Timajosa. Nie bez znaczenia dla kształtowania się pojęcia był także inny Platoński motyw, nawiedzający Sokratesa dajmonion, oraz popularny w okresie renesansu okultyzm i astrologia, sugerujące stały i specjalny związek niektórych, wybranych osób ze światem duchowym.
Drugim istotnym momentem w kształtowaniu się współczesnego znaczenia terminu "geniusz" była filozofia Immanuela Kanta. Kant zdefiniował pojęcie geniusza w Krytyce władzy sądzenia.

## W psychologii i filozofii nauki
Zdaniem filozofa nauki Thomasa Kuhna postęp w nauce odbywa się dzięki geniuszom, którzy dokonują rewolucji naukowych, wprowadzając nowy, lepszy paradygmat w miejsce starego, mniej adekwatnego. Klasycznym przykładem geniusza jest Mikołaj Kopernik, który dokonał rewolucji naukowej, zmieniając paradygmat geocentryczny na heliocentryczny.
Zjawisko geniuszu jest przedmiotem badań psychologów. Jak twierdzi Michał Chruszczewski, pracownik naukowy Wydziału Psychologii UW, osoby o wyjątkowych zdolnościach intelektualnych mogą posiadać odmienny sposób przetwarzania informacji w mózgu, który sprawia, że odbywa się ono nie tylko szybciej, ale także wydajniej. Oznacza to, że geniusze szybciej niż przeciętni ludzie rozwiązują zadania i jednocześnie rozwiązywanie zadań wymaga od ich mózgu mniejszych nakładów energetycznych, przez co wolniej się męczą.
Nie istnieją jednoznaczne ustalenia na gruncie psychologii, jaki iloraz inteligencji stanowi granicę geniuszu, jednak najbardziej rozpowszechnione przekonanie mówi o punkcie około trzeciego odchylenia standardowego od średniej (140).
Antytezą geniuszu jest ignorancja – niedostatek wiedzy ogólnej i fachowej, niezbędnej do twórczego zdobywania nowych elementów wiedzy naukowej. Naukowiec musi na bieżąco znać stan wiedzy. Szczególnie rażąca jest ta nieznajomość, która prowadzi do podtrzymywania przestarzałych pojęć, hipotez lub teorii, stawiania i uzasadniania błędnych problemów, posługiwania się nieaktualnymi metodami roboczymi.

## Romantyczny kult geniusza

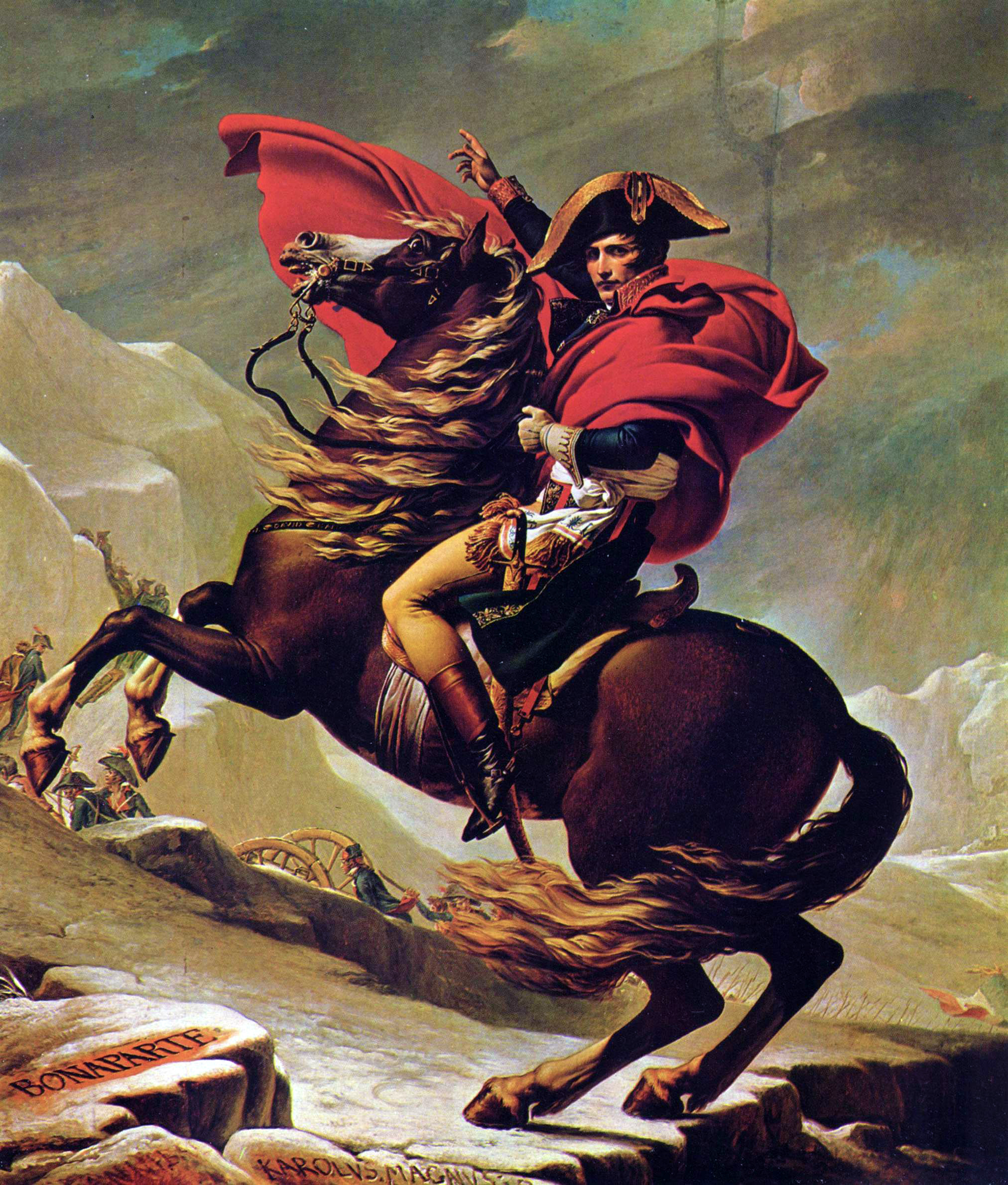
Napoleon przekracza Alpy (Jacques-Louis David)

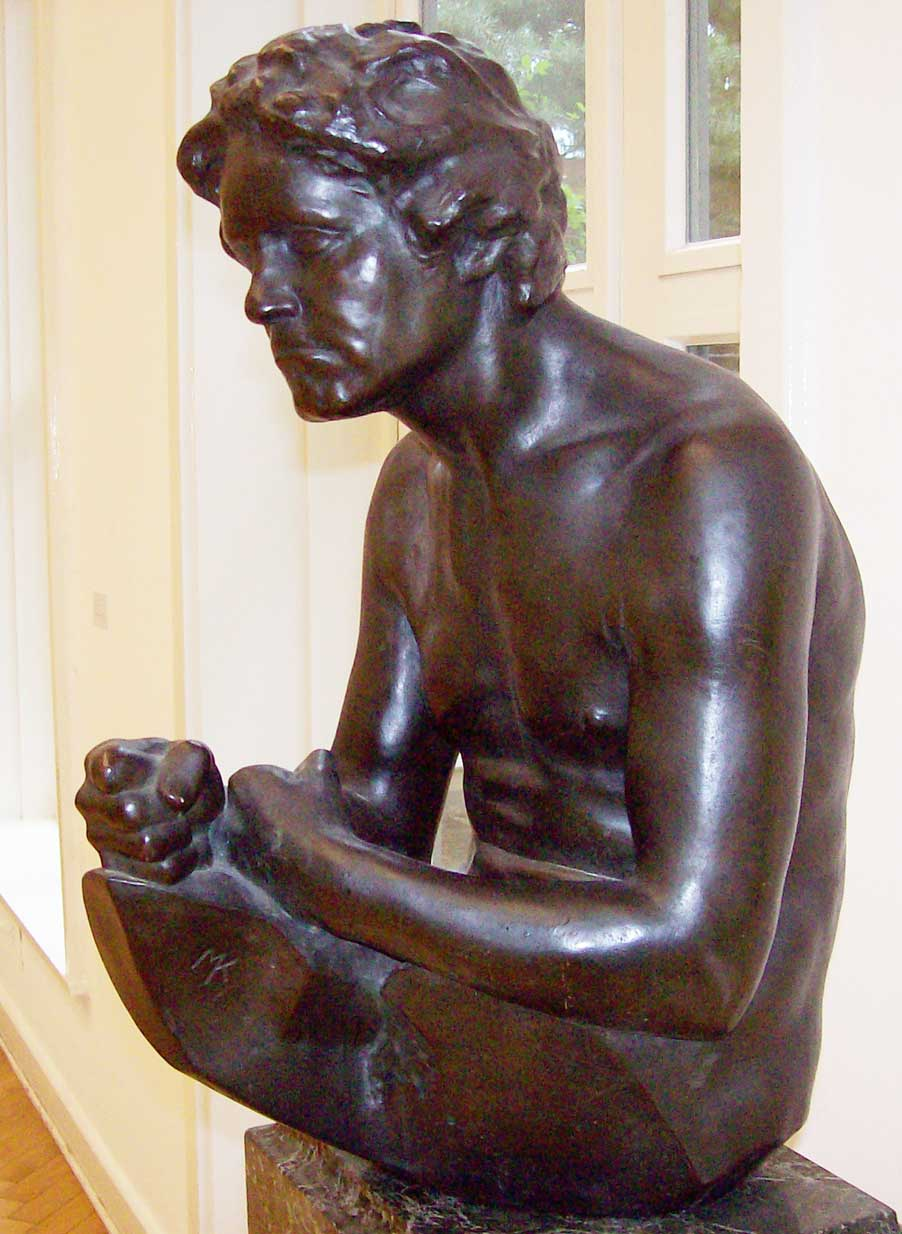
Beethoven jako geniusz (Max Klinger)

Idea geniusza stała się jedną z centralnych w światopoglądzie romantycznym. Dziewiętnastowiecznemu kultowi geniusza patronował Napoleon, który udowodnił, że z nizin społecznych można awansować na szczyt. Podziwiano w nim wizjonera, który wstrząsnął porządkiem świata. Przykład Bonapartego, a jeszcze bardziej jego mitologia uzasadniały rozumowanie: stwórzmy geniuszowi możliwości do działania, a dokona rzeczy niewyobrażalnych.
Kult geniusza najwyraźniej wpłynął na sztukę i stosunek do artystów. Idealizując sztukę, w artystach zaczęto dopatrywać się istot niezwykłych, przewyższających zwykłych ludzi. Wzorem takiego geniusza stał się zwłaszcza Ludwig van Beethoven. Wielokrotnie podkreślał, że nie jest zwykłym człowiekiem, bo jego misją jest tworzenie arcydzieł dla ludzkości. Głębokim pragnieniem każdego kompozytora powinno być oddanie się bez reszty prawdziwie ważnym dziełom, a później zaprezentowanie ich przed publicznością, pisał w liście do swego wydawcy.
Jako kompozytor Beethoven zdobył uznanie, a nawet popularność, chociaż nie starał się przypodobać publiczności. Wręcz przeciwnie, świadomie pisał „trudną muzykę”, niejednokrotnie ignorując przyzwyczajenia wykonawców i słuchaczy. (...) Odwaga przeciwstawiania się konwencjom sprawiła, że potomni uznali Beethovena za symbol niezależności w sztuce. Stał się uosobieniem artysty bezkompromisowego, a nawet „zbuntowanego”, artysty-obywatela, który poprzez sztukę zaangażował się w sprawy świata i polityki, a tworzył jedynie z wewnętrznej potrzeby.
Misja geniusza uzasadniała jego niezwykłość. Malarz lub muzyk przestawał być rzemieślnikiem wykonującym zlecenia mecenasa zgodnie z jego oczekiwaniami. Oczekiwano od niego oryginalności, która potwierdzałaby jego genialność, burzenia reguł i odchodzenia od tradycji. W wyidealizowanych biografiach wielkich artystów podkreślano, że ceną za genialność było cierpienie i brak zrozumienia.
Geniusz artystyczny drwi z konstrukcji logicznych, odkrywając nowe horyzonty tam, gdzie się ich najmniej spodziewano. Na tym polega [...] rola intuicji twórczej – określił tę sytuację Karol Szymanowski.